# Ministério dos Assuntos Sociais
O Ministério dos Assuntos Sociais foi um antigo departamento do Governo de Portugal, responsável pela coordenação da política pública nas áreas da Saúde e Segurança Social.
O ministério foi criado a seguir ao 25 de Abril de 1974, assumindo as funções do antigo Ministério da Saúde e, do sector da Segurança Social, do antigo Ministério das Corporações e Segurança Social.

O Ministério dos Assuntos Sociais foi extinto em 1983. Nessa altura a sua responsabilidade na área da Saúde passou para o novo Ministério da Saúde. A maioria das suas restantes responsabilidades passou para o novo Ministério do Trabalho e Segurança Social, actualmente denominado Ministério do Trabalho, Solidariedade e Segurança Social. 